# Măstăcani
Măstăcani è un comune della Romania di 5 148 abitanti, ubicato nel distretto di Galați, nella regione storica della Moldavia.
Il comune è formato dall'unione di 2 villaggi: Chiraftei e Măstăcani.